# La leyenda de una máscara
La leyenda de una máscara és una pel·lícula mexicana dirigida per José Buil i protagonitzada per Héctor Bonilla, Héctor Ortega i María Rojo.

## Sinopsi
En morir L'Àngel Emmascarat (popular lluitador i protagonista de boges aventures en historietes i pel·lícules mexicanes), Olmo Robles, opac reporter d'una publicació esportiva, rep l'encàrrec d'esbrinar com va ser la veritable personalitat de l'heroi, que sempre va estar oculta després de la màscara. En la seva cerca impulsada per l'alcohol, Robles recull els testimoniatges de personatges clau en la vida de l'Àngel, i descobreix que el llegendari emmascarat va defensar amb gran zel la seva doble identitat, encara que una fosca intriga ordida pels seus apassionats socis aombra la veritat.

## Repartiment
- Héctor Bonilla - El Ángel Enmascarado
- Héctor Ortega - Juan J. Luna
- María Rojo - Emilia
- Gina Morett - Lina Roma
- Pedro Armendáriz Jr. - López
- Marha Papidimitrion - Blanca
- Roberto Cobo - Jacinto
- Pedro Altamirano - Frank
- Gabriel Pingarrón - Zamarripa
- Fernando Rubio - Aníbal Quijano
- Damián Alcázar - Olmo Robles
- Juan Carlos Colombo - Bustos

## Producció
Filmada a partir del 28 d'agost de 1989 en format de 35 mm. La pel·lícula va participar en el XII Festival Internacional del Nou Cinema Llatinoamericà de l'Havana. i al XXIV Festival Internacional de Cinema Fantàstic de Sitges.

## Recepció
La pel·lícula es va estrenar en 1991 amb crítiques dividides. Entre els encerts del director s'esmenta amb freqüència la imaginació en la premissa, buscant explorar la mitificació que el gènere de lluita lliure va representar en la meitat del segle xx, fent nombroses comparacions a personatges com Batman i Superman; l'àcid humor satíric; i l'excel·lent treball de cambra. Les crítiques se centren en el ritme desigual de la pel·lícula; la superficialitat amb la qual per moments sembla tractar la idea principal; i la sensació que la pel·lícula acaba de manera incompleta, fent pensar que per moments es tracta de l'inici d'un serial frívol.

## Premis
La pel·lícula va guanyar les següents categories en la XXXIII edició dels Premis Ariel:
- Actor de Quadre (Fernando Rubio)
- Ambientació (Patricia Eguía i Alfonso Morales)
- Fotografia (Henner Hoffman)
- Opera Prima (José Buil)